# 欧洲联盟理事会秘书处
欧洲联盟理事會總秘書處（英語：General Secretariat of the Council of the European Union，缩写：GSC），简称理事會秘書處（英語：Council Secretariat），为負責協助歐盟理事會、歐盟理事會主席、歐盟高峰會和歐盟高峰會主席的秘书事务机构。總秘書處由歐盟理事會秘書長領導。秘書處分為七個總署，每個總署由一個署長負責管理。
秘書處設在布魯塞爾的歐羅巴大廈。
現任秘書長為泰瑞絲·布蘭切特。

## 任務
- 秘書處「應密切、持續地參與組織、協調和確保理事會工作及其年度計劃實施的一致性」。[3]這涉及「傳統任務」，例如規劃、召集和組織會議（每年約100次理事會會議，以及超過3500次工作小組會議和其他聚會，例如理事會特別會議或歐盟與其他國家的會議），安排房間和翻譯，製作會議記錄，透過保存檔案充當理事會的登記員和記憶員，並擔任國際協議的保存人。[4]
- 秘書處擔任歐盟輪值主席國的法律顧問和政治顧問。它向主席提供建議，特別是在制定理事會決議和其他法案所參考的妥協方案。秘書處法律事務處的成員出席所有重要會議，就討論中提出的問題提供建議，並澄清某些程序的法律問題。法律服務部門也在歐盟法院、歐盟普通法院和歐洲聯盟公務員法庭上代表理事會。[4]
- 理事會秘書處在歐盟政府間會議（IGC）中也發揮著重要作用，因為它提供了IGC秘書處。除了法律諮詢外，它還努力成為成員國之間誠實的中間人。密切觀察者認為，理事會秘書處和主席團是 IGC 中最重要的參與者。[5]

## 組織
總秘書處的組織形式由理事會以簡單多數票決定。秘書長也由理事會任命。

### 總署
- 組織發展與服務（ORG）
- 農業、漁業、社會事務與衛生（英语：Directorate general for Agriculture, Fisheries, Social Affairs and Health）（LIFE）
- 外交、擴大與公民保護（RELEX）
- 司法與內政事務（英语：Directorate-General for Justice and home affairs）（JAI）
- 環境、教育、交通與能源（TREE）
- 通訊與文件管理（COMM）
- 經濟事務與競爭（ECOMP）

以下部門由副署長領導：
- 總務與機構政策（GIP）
- 翻譯服務（LING）
- 數位服務（SMART）

## 資料來源
1. ↑  . Consilium. European Union. 6 October 2022  [2023-04-25]. （原始内容存档于2020-12-20）.
2. ↑  . consilium.europa.eu. 13 October 2022  [11 February 2023]. （原始内容存档于2024-12-03）.
3. ↑  .   [2024-10-20]. （原始内容存档于2021-10-28）.
4. 1 2  "An Introduction to the Council of the European Union", European Communities, 2008, p. 16.
5. ↑  Gray & Stubb (2001)
6. 1 2  Art. 240(2) of the Treaty on the Functioning of the European Union

## 衍伸閱讀
- Beach, Derek. . Journal of European Public Policy. January 2004, 11 (3): 408–439. S2CID 154396629. doi:10.1080/rjpp13501760410001100279.
- Christiansen, Thomas. . The Journal of Legislative Studies. December 2002, 8 (4): 80–97. S2CID 154144953. doi:10.1080/13572330200870006.
- Duke, Simon; Vanhoonacker, Sophie. . European Foreign Affairs Review. 2006, 11 (2): 163–182. S2CID 154472022. doi:10.54648/EERR2006015.
- Gray, Mark; Stubb, Alexander. . Journal of Common Market Studies. September 2001, 39 (S1): 5–23. doi:10.1111/1468-5965.39.s1.2.
- Hayes-Renshaw, Fiona; Wallace, Helen. . New York: St. Martin's Press. 1997. ISBN 9780312164119.
- Westlake, Martin. . London New York: Cartermill Stockton. 1995. ISBN 9781561591411.
- . French Ministry of Foreign and European Affairs. 2008. （原始内容存档于2011-09-26）.

## 外部連結
- 官方网站